# Zemětřesení v Peru 2016
Zemětřesení v Peru 2016 bylo zemětřesení o síle 5,5 momentové škály a hloubce 20 kilometrů, které 15. srpna v 2:59 (UTC) zasáhlo jižní Peru. Zemětřesení napáchalo škody hlavně v obci Huambo. Při zemětřesení zemřelo 5 lidí a okolo 40 lidí bylo zraněno.